# Ashley Park
Ashley Jini Park (Glendale, California; 6 de junio de 1991) es una actriz, bailarina y cantante estadounidense, conocida por su interpretación de Mindy Chen en la serie Emily en París de Netflix, que le valió una nominación al premio Critics' Choice Award, y por haber interpretado el papel de Gretchen Wieners en el musical Mean Girls, nominado al premio Tony en 2018. Actualmente forma parte de la serie Only Murders in the Building.
Sus papeles teatrales también incluyen a Tuptim en la reposición de Broadway de 2015 de The King and I.

## Primeros años y educación
Nació en Glendale, California, y creció en Ann Arbor, Michigan. Es de ascendencia coreana y es prima segunda del actor Justin H. Min.
Ingresó a clases de baile en la Academia de Danza de Oceanside a los tres años y comenzó a tomar lecciones de piano a los cinco. El amor por la actuación la llevó a participar en el teatro infantil de la comunidad de Ann Arbor durante la escuela intermedia y secundaria. También asistió al Interlochen Summer Arts Camp en 2003 y asistió a Pioneer High School, donde participó en teatro y coro. También cofundó un grupo de mujeres a cappella en Pioneer High School, Soulfege, que quedó en segundo lugar en una competencia nacional en 2009.
Durante su segundo año en la escuela secundaria, a los 15 años, le diagnosticaron leucemia mieloide aguda y estuvo hospitalizada durante ocho meses. Recibió un "deseo" de la Fundación Make-A-Wish por el cual ella y su familia fueron a la ciudad de Nueva York y vieron las producciones de Broadway de A Chorus Line, The Lion King, Spring Awakening y Wicked. En entrevistas, ha declarado: "Creo que mi experiencia con el cáncer es la razón por la que hago teatro ... Tan pronto como salí del hospital, todo lo que quería hacer era estar rodeada de personas". Después de la quimioterapia, volvió a la escuela secundaria y, tres meses después, fue elegida para el papel principal de Millie Dillmount en la producción de su escuela secundaria Thoroughly Modern Millie. Park ha revelado que durante este tiempo, "ponerse una peluca, ponerse zapatos y un disfraz y ser una persona diferente fue el mejor escape de ser solo la niña que tenía cáncer".
Se graduó de Pioneer High School en 2009 y luego asistió a la Universidad de Míchigan, licenciándose en teatro musical de la Escuela de Música, Teatro y Danza en 2013.  Durante sus años de pregrado, cofundó el Taller de Extensión de Desempeño de Michigan ( MPO).

## Carrera profesional
En el verano de 2009, Park fue elegida como Yvonne y miembro del conjunto en la producción de Music Theatre Wichita de Miss Saigón en Wichita, Kansas. Ahí pasó las siguientes dos temporadas de verano actuando en varias producciones en el Benedum Center en Pittsburgh, Pensilvania, con la Pittsburgh Civic Light Opera durante las cuales obtuvo su tarjeta Equity de la asociación de actores.
Hizo su debut en Broadway como miembro del conjunto en Mamma Mia! en el Broadhurst Theatre el 17 de febrero de 2014. Dejó la producción el 21 de septiembre de 2014. Desde octubre de 2014 hasta enero de 2015, interpretó a Gabrielle en la compañía de gira nacional estadounidense original de Rodgers + Hammerstein's Cinderella.
Luego, regresó a Broadway en 2015, en su primer papel principal como Tuptim en la reposición de 2015 de The King and I en el Vivian Beaumont Theatre y permaneció en la producción hasta su cierre el 26 de junio de 2016. Park apareció como solista principal en la grabación del elenco por la que fue nominada a un premio Grammy.
En 2017, apareció en la reposición de Broadway de Sunday in the Park with George como Celeste #1 y Theresa junto a Jake Gyllenhaal, Annaleigh Ashford y Ruthie Ann Miles.
Park interpretó a Gretchen Wieners en el musical de Broadway Mean Girls, nominado al premio Tony, escrito por Tina Fey con música y letra de Jeff Richmond y Nell Benjamin, respectivamente. El espectáculo tuvo su estreno mundial con una prueba fuera de la ciudad en el Teatro Nacional de Washington D. C., del 31 de octubre de 2017 al 3 de diciembre de 2017, en el que Park originó el papel de Gretchen Wieners.  El musical, que está basado en la película del mismo nombre, comenzó las vistas previas el 12 de marzo de 2018 y se inauguró oficialmente en Broadway el 8 de abril de 2018 en el August Wilson Theatre de la ciudad de Nueva York. Park recibió nominaciones para numerosos premios por su papel de Gretchen Wieners, incluidas nominaciones para el premio Tony a la mejor actriz destacada en un musical, un premio Drama League y el premio Drama Desk a la mejor actriz destacada en un musical. En mayo de 2018, Park recibió el premio Clarence Derwent, un honor "otorgado a los artistas masculinos y femeninos más prometedores" en la ciudad de Nueva York, por la Actors' Equity Foundation, junto con Sean Carvajal. El 10 de marzo de 2019, Park dejó la producción y fue reemplazada por Krystina Alabado.
En junio de 2019, se anunció que Park encabezaría una producción "renovada" de Thoroughly Modern Millie del 6 al 10 de mayo de 2020 para New York City Center. Sin embargo, debido a la pandemia de COVID-19, la producción se canceló y se ofrecieron reembolsos de boletos al público.
Park fue elegida en agosto de 2019 para el papel de Mindy Chen en Emily en Paris de Netflix, junto a Lily Collins. La serie se estrenó el 2 de octubre de 2020 y se renovó para una segunda temporada el 11 de noviembre de 2020. Recientemente, Ashley Park, como la mejor amiga de Emily, Mindy, hizo una versión de La Vie en Rose en francés a capela en el programa de televisión de Netflix Emily in Paris. Fue la canción de TV más descargada de esa semana.
En octubre de 2020, se anunció que Park se escucharía como Kaye Fields en As the Curtain Rises, una telenovela de podcast original de Broadway Podcast Network.
El 28 de diciembre de 2020, se anunció que Park interpretaría a Colette en la presentación de un concierto benéfico de Ratatouille the Musical, un meme de Internet que se originó en TikTok, inspirado en la película de Disney/Pixar de 2007. El concierto se transmitió exclusivamente en TodayTix el 1 de enero de 2021.

## Filantropía y activismo
Como estudiante de la Universidad de Míchigan, fue cofundadora de Michigan Performance Outreach Workshop (MPOW), una organización dirigida por estudiantes con el propósito de brindar oportunidades educativas de artes escénicas a los estudiantes en el sureste de Michigan para "fomentar la expresión creativa , desarrollar la autoestima y fortalecer la comunidad". MPOW organiza un taller en el campus cada semestre para 130-200 estudiantes de escuelas públicas que incluye actuaciones de estudiantes de la Universidad de Míchigan, así como talleres de inmersión y colaboración en disciplinas artísticas.  En 2013, Park recibió el Premio a la Diversidad Willis Patterson por usar sus "talentos y habilidades académicas para mejorar el desarrollo y la apreciación de una comunidad más cultural y étnicamente diversa en la Escuela de Música, Teatro y Danza" de la Universidad de Míchigan.
Durante sus años de licenciatura, también participó en Prison Creative Arts Project, una organización que involucra a "aquellos afectados por el sistema de justicia en colaboración artística" con estudiantes de la Universidad de Míchigan para "aprendizaje y crecimiento mutuo a través del teatro, la danza, las artes visuales, escritura creativa, poesía slam y música" en Ann Arbor, Michigan.
Desde que se mudó a la ciudad de Nueva York, ha participado en eventos de apoyo a Broadway Cares/Equity Fights AIDS (BCEFA). En junio de 2018, participó en la 28.ª edición anual de Broadway Bares, un espectáculo anual de burlesque/striptease para recaudar fondos para BCEFA, y personalmente recaudó casi $3,000 para la organización. En agosto de 2018, participó en el Stage & Screen Sleep Out de Covenant House junto con los coprotagonistas de Mean Girls, Kyle Selig y Curtis Holland, y juntos recaudaron más de $14,000 para la organización que brinda refugio, alimentos y atención de crisis para jóvenes sin hogar y fugitivos.
También se ha desempeñado como mentora y ha impartido clases magistrales para varios programas y organizaciones, como The Broadway Collective y Broadway Workshop.
Durante la pandemia de COVID-19, creó una segunda cuenta de Instagram desde la cual comenzó a ofrecer lecciones individuales de diez minutos y sesiones diarias de preguntas y respuestas a través de Zoom a cambio de donaciones al Actors Fund.

## Teatro
| Año     | Título                                                           | Rol                   | Teatro                    | Director(s)          |
| ------- | ---------------------------------------------------------------- | --------------------- | ------------------------- | -------------------- |
| 2009    | Miss Saigon                                                      | Yvonne/Conjunto       | Music Theatre Wichita     | Darren Lee           |
| 2010    | Miss Saigon                                                      | Yvonne/Conjunto       | Benedum Center            | Barry Ivan           |
| 2011    | Jekyll & Hyde                                                    | Conjunto              | Benedum Center            | Robert Cuccioli      |
| 2011    | Jesus Christ Superstar                                           | Herod's Girl/Conjunto | Benedum Center            | Charles Repole       |
| 2011    | Love Changes Everything                                          | Conjunto              | Benedum Center            | Louanne Madorma      |
| 2011    | The Sound of Music                                               | Conjunto              | Benedum Center            | James Brennan        |
| 2014    | Mamma Mia!                                                       | Conjunto (reemplazo)  | Broadhurst Theatre†       | Phyllida Lloyd       |
| 2014    | Rodgers + Hammerstein's Cinderella                               | Gabrielle             | U.S. National Tour        | Mark Brokaw          |
| 2015–16 | The King and I                                                   | Tuptim                | Vivian Beaumont Theater † | Bartlett Sher        |
| 2016    | The Fantasticks                                                  | Luisa                 | Pasadena Playhouse        | Seema Sueko          |
| 2016    | The Remarkable Journey of Prince Jen                             | Voyaging Moon         | Manhattan Theatre Club    | Brian Hill           |
| 2017    | Sunday in the Park with George                                   | Celeste #1/Theresa    | Hudson Theatre†           | Sarna Lapine         |
| 2017    | Hood: The Robin Hood Musical Adventure                           | Marian                | Dallas Theater Center     | Douglas Carter Beane |
| 2017    | KPOP                                                             | MwE                   | Ars Nova                  | Teddy Bergman        |
| 2017    | Mean Girls                                                       | Gretchen Wieners      | National Theatre          | Casey Nicholaw       |
| 2018–19 | Mean Girls                                                       | Gretchen Wieners      | August Wilson Theatre†    | Casey Nicholaw       |
| 2019    | Lady in the Dark                                                 | Miss Foster/Sutton    | New York City Center      | Ted Sperling         |
| 2019–20 | Grand Horizons                                                   | Jess                  | Hayes Theater †           | Leigh Silverman      |
| 2020    | Thoroughly Modern Millie(cancelado por la pandemia por COVID-19) | Millie Dillmount      | New York City Center      | Lear deBessonet      |
| 2021    | Ratatouille the Musical                                          | Colette Tatou         | Benefit concert           | Lucy Moss            |

† indica una producción de Broadway 

## Filmografía

### Películas
| Año  | Título               | Rol              |
| ---- | -------------------- | ---------------- |
| 2012 | Charlene Kaye: Human | Statua           |
| 2012 | The V Card           | Jessica          |
| 2014 | Are You Joking?      |                  |
| 2022 | Mr. Malcolm's List   | Gertie Covington |
| 2023 | Joy Ride             | Audrey Sullivan  |
| 2024 | Mean Girls           | Madame Park      |

### Televisión
| Año          | Título                       | Rol                   | Notas                  |
| ------------ | ---------------------------- | --------------------- | ---------------------- |
| 2014         | My Dirty Little Secret       | Ann Racz              | 1 episodio             |
| 2017         | Nightcap                     | Olivia Cho            | 8 episodios            |
| 2018         | Saturday Night Live          | Herself (uncredited)  | 1 episodio, "Tina Fey" |
| 2019         | Tales of the City            | Jennifer 'Ani' Winter | 7 episodios            |
| 2019         | Untitled ABC Project         | Winnie                | Unaired pilot          |
| 2020–present | Emily in Paris               | Mindy Chen            | Main cast              |
| 2021         | Girls5eva                    | Ashley                | Recurring role         |
| 2023         | Only Murders in the Building | Kimber                | Recurring role         |

## Discografía

### Reparto de grabaciones
- The King and I - The 2015 Broadway Cast Recording (2015)[61]
- Sunday in the Park with George - 2017 Broadway Cast Recording (2017)[62]
- The Greatest Showman - Original Motion Picture Soundtrack (2017)
- Mean Girls - Original Broadway Cast Recording (2018)[63]

### Proyectos colaborativos
- Broadway's Carols for a Cure, Volume 17 (2015)[64]
- Broadway's Carols for a Cure, Volume 20 (2018)[65]

### Como artista destacada
- "Rockin' Around the Pole" por The Hot Elves (for Mean Girls) (2018)[66]

### Soundtrack
- Soundtrack de Emily in Paris (2021) - 5 canciones[67]

### Podcasts
- As the Curtain Rises – Kaye Fields (papel de actuación de voz)[68]

## Premios y nominaciones
| Año  | Título                                         | Categoría                                         | Trabajo nominado | Resultado |
| ---- | ---------------------------------------------- | ------------------------------------------------- | ---------------- | --------- |
| 2016 | Grammy Awards                                  | Mejor álbum de teatro musical                     | The King and I   | Nominada  |
| 2018 | Drama Desk Awards                              | Mejor actriz en un musical                        | KPOP             | Nominada  |
| 2018 | Lucille Lortel Awards                          | Mejor actriz principal en un musical              | KPOP             | Ganadora  |
| 2018 | Drama League Awards                            | Desempeño Distinguido                             | KPOP             | Nominada  |
| 2018 | Drama League Awards                            | Desempeño Distinguido                             | Mean Girls       | Nominada  |
| 2018 | Tony Awards                                    | Mejor actriz de reparto en un musical             | Mean Girls       | Nominada  |
| 2018 | Drama Desk Awards                              | Mejor actriz destacada en un musical              | Mean Girls       | Nominada  |
| 2018 | Outer Critics Circle Awards                    | Mejor actriz destacada en un musical              | Mean Girls       | Nominada  |
| 2018 | Chita Rivera Awards for Dance and Choreography | Bailarina destacada en un espectáculo de Broadway | Mean Girls       | Nominada  |
| 2021 | Critics' Choice Television Awards              | Mejor actriz de reparto en una serie de comedia   | Emily in Paris   | Nominada  |
| 2021 | MTV Movie & TV Awards                          | Mejor actriz de reparto en una serie de comedia   | Emily in Paris   | Nominada  |

### Honores y premios especiales
- 2013 – Premio Willis Patterson Diversity Award[69]
- 2018 – Premio Clarence Derwent Award[70]
- 2019 – Premio al Empoderamiento "Cancer Support Community's Marin Mazzie"[71]